# Gerry Hemingway

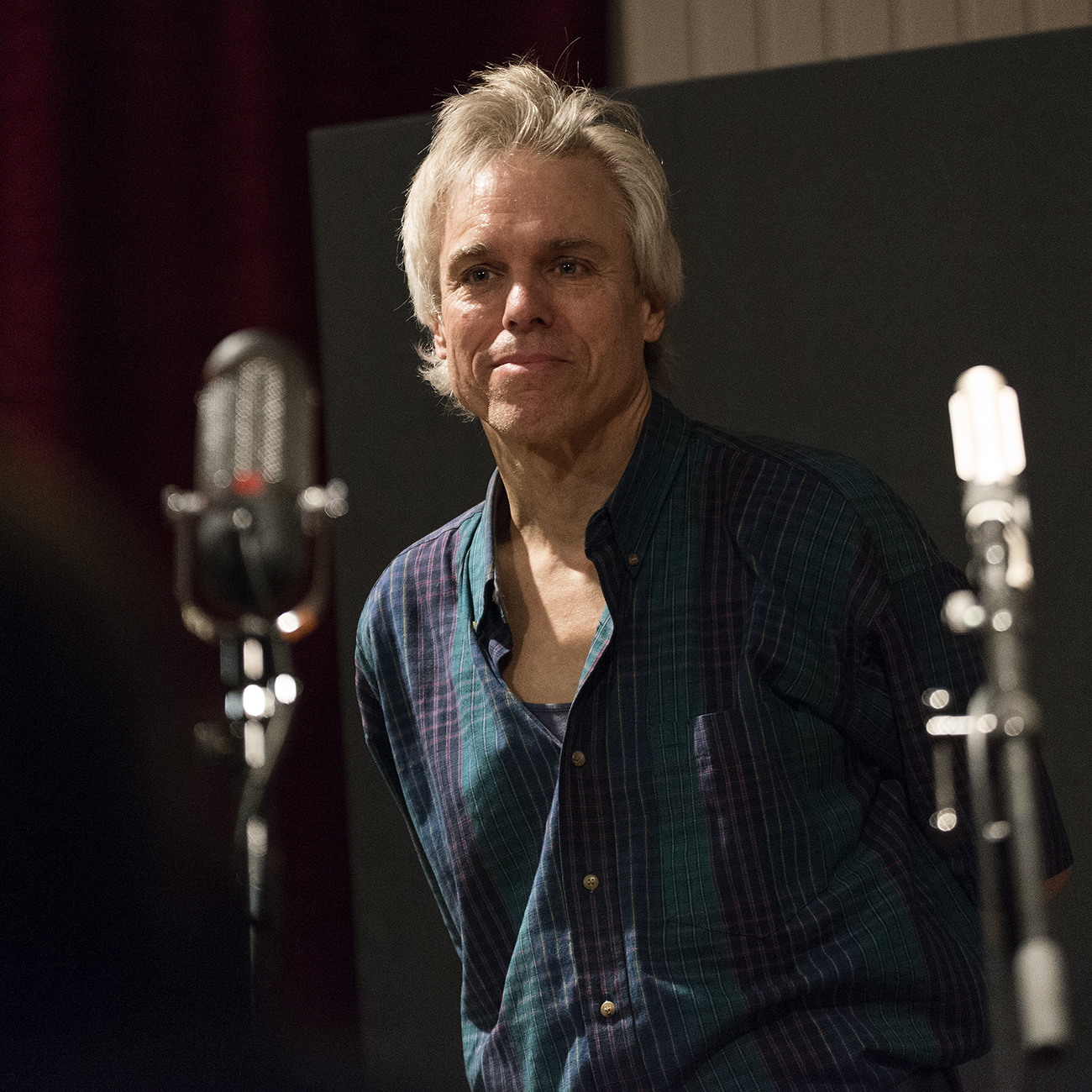
Gerry Hemingway im Kölner Loft, 31. Oktober 2015

Gerry Hemingway (* 23. März 1955 in New Haven, Connecticut) ist ein US-amerikanischer Jazzschlagzeuger.

## Leben und Wirken
Hemingway studierte am Wesleyan College und an der Yale University. Mitte der 1970er begann er in New Haven, mit dem Posaunisten George Lewis, dem Pianisten Anthony Davis und dem Trompeter Wadada Leo Smith zusammenzuarbeiten. Gemeinsam mit Mark Helias und Ray Anderson bildete er eine Workingband, nahm aber 1974 auch seine Platte Soloworks auf, die frühzeitig seinen fortgeschrittenen Umgang mit ausgefeilter Perkussionstechnik und Timing dokumentierte (bisher drei weitere Tonträger solo).
Hemingway arbeitete auch mit Marilyn Crispell und mit Anthony Braxton im Duo (Old Dogs, 2010) und mit beiden (sowie Mark Dresser) im Quartett (Quartet (Coventry) 1985, Quartet (England) 1985), außerdem ab 1978 mit Mark Helias und Ray Anderson im Trio BassDrumBone (Afternoon, 2024). Seit langen Jahren hat er ein Trio mit dem Pianisten Georg Gräwe und dem Cellisten Ernst Reijseger (The View from Points West 1991), sowie ein Quintett mit Reijseger, Wolter Wierbos, Michael Moore und Mark Dresser (Demon Chaser, 1993 auf HatHut). 1999 bildete er das WHO Trio mit Michel Wintsch und Bänz Oester (Live at Jazz Festival Willisau 2023). 
Auch spielt Hemingway regelmäßig in Projekten von Frank Gratkowski wie Double Blues Crossing (2003) und von Judi Silvano. Daneben arbeitete er in Duos, etwa mit Thomas Lehn, Earl Howard oder John Butcher. Weiterhin kam es zur Zusammenarbeit mit Barre Phillips/Michael Moore (Slips, 2019), Derek Bailey, Oliver Lake, Kenny Wheeler, Cecil Taylor, Don Byron, Rozanne Levine, John Cale, Céline Rudolph, Terrence McManus, Hank Roberts, Simon Nabatov (Luminous) und Vera Baumann/Florestan Berset, mit Rodrigo Amado (Beyond the Margins, 2023) sowie mit Izumi Kimura und Barry Guy (Six Hands Open As One, 2024).
Zwischen 2005 und 2009 war Hemingway Hochschullehrer in New York City an der New School. Ab 2009 lehrte er als Dozent an der Hochschule Luzern; er lebt heute in Luzern.